# 贾森·杰里亚
贾森·杰里亚（Jason Kato Geria，1993年5月10日—），澳洲足球運動員，現效力於日本甲組職業足球聯賽球隊新潟天鵝。澳洲國家足球隊成員。

## 俱乐部生涯
2013年，杰里亚在墨爾本勝利开始足球生涯，2018年转会至市原千葉JEF聯。

## 澳洲國家足球隊
2013年，杰里亚参加了2013年國際足協U-20世界盃。 2016年，他共为澳洲國家足球隊出场1次。

## 成績
| 澳洲國家足球隊 | 澳洲國家足球隊 | 澳洲國家足球隊 |
| 年             | 出場           | 入球           |
| -------------- | -------------- | -------------- |
| 2016           | 1              | 0              |
| 總和           | 1              | 0              |